# Университет Верхнего Нила
Университет Верхнего Нила (англ. Upper Nile University) — высшее учебное заведение в Южном Судане, расположено в городе Малакаль, Верхний Нил. Основан в 1991 году и является одним из трёх университетов в государстве. Обучение проходит на английском языке.

## Факультеты
В университете Верхнего Нила есть семь факультетов:
- Факультет животноводства
- Факультет лесного хозяйства и смежных наук
- Факультет развития человека
- Педагогический факультет
- Ветеринарный факультет
- Факультет сельского хозяйства
- Медицинский факультет